# ルイ・フルーリー
ルイ・フルーリー（Louis Fleury, 1878年 – 1926年）は、フランスのフルート奏者。

## 経歴
パリ音楽院でポール・タファネルに師事した。多くの忘れられたバロック時代のフルート曲を再発見した先駆者であった。また、同時代の作曲家に新作を依嘱した演奏家の先駆者でもあり、その目的を果たすために、現代管楽器協会（フランス語: Société Moderne des Instruments à Vent）を創設した。
クロード・ドビュッシーからフルート独奏曲《シランクス》を献呈されている。